# Dayka Gábor
Ujhelyi Dayka Gábor (Miskolc, 1769. március 21. – Ungvár, 1796. október 20.) költő, pap, gimnáziumi tanár.

## Élete
Szegény családból származott, apja Dayka István szabómester volt, de nagyon korán meghalt. Az algimnáziumot nemes emberbarátok segítségével Miskolcon, a minoriták gimnáziumában végezte, majd anyja őt 1782 őszén a humaniorák tanulására Egerbe vitte. Itt szelíd magaviseletével és tehetségével annyira megnyerte a cisztercita főgimnázium két tanárának, Pászthy Raymond igazgatónak és Schumann Theophil későbbi apátnak jóindulatát, hogy a zárdában ingyen ellátásban részesült. 1784 októberében a bölcselet hallgatására Kassára ment; itt Szolártsik Sándorral vetélkedett a tanulásban, ami annyira megviselte különben sem erős szervezetét, hogy kénytelen volt orvoshoz fordulni. Viczay József gyógyította meg mellbaját, de egyúttal néhány hónapra el is tiltotta a tanulástól. Emiatt ismételnie kellett a bölcseleti második évet; ezt is elvégezvén 1787 őszén Egerbe ment, hogy papnövendéknek jelentkezzék. Megyéje a pesti papnevelő intézetbe küldte, ahova szeptember 1-jén megérkezett. Három évet töltött itt a teológiai tudományok tanulásával, és olyan előmenetelt tett, hogy Bodnár Antal gyermekkori barátjának tanúsága szerint kevés volt hozzá fogható, különb egy sem.
A teológián kívül egyéb tudományokban is szép sikerrel haladt, az egyetem leghíresebb tanárainak előadásait hallgatta, és a nyelvek tanulásában is gyakorolta magát. A latin nyelvet oly kitűnően ismerte, hogy könnyűséggel rögtönzött latin disztichonokat; a görög nyelvben pedig annyira jártas volt, hogy a Szentírást bárhol lefordította magyarra; az olasz nyelvet is rövid idő alatt megtanulta. Német nyelven már Lőcsén kipróbálta poétai tehetségét; franciául beszélt, írt és e nyelvből fordított; tudott még szlovákul, héberül is, és egy keveset angolul. Anyanyelvét tudományosan művelte, és azt új és sajátszerű bájjal kezelte. Nyelvismeretei, észtehetsége s tevékenysége, mellyel az országos nevelőben magyar és más ajkú társait a nemzeti nyelv és irodalom részére megnyerni igyekezett, kedvessé tették őt Wohlgemuth Fülöp igazgatója előtt, aki különösen a magyar nyelv elsajátítását sürgette és mozdította elő. Dayka e helyzetet arra használta fel, hogy társaiból magyar társaságot alakított, mely a nemzeti nyelvet és irodalmat művelte. Ekkor az igazgató minden jelesebb magyar könyvet megszerzett, és a magyar hírlapokat saját költségén járatta számukra. Megismerkedett a felvilágosodás eszméivel is.
1790-ben a pesti központi papnevelő intézetet feloszlatták, ezzel megszűnt Dayka társulata is; ő Egerbe készült; de mielőtt oda visszatért volna, abban a szerencsében részesült, hogy 1790 májusában az akkori irodalom vezérférfia, Kazinczy Ferenc, őt látogatásával megtisztelte (Dayka Ovidius-fordítása nyomán kötött vele barátságot). Kazinczy a következő leírást adja az ifjúról: «Termete alacsony, de karcsú és a mi nagyon tünt szembe, oly erőltetés nélkül egyenes, mintha egész életét tánczmesternek kezei alatt töltötte volna. Lobogó sötétszög haja saját dísz volt alakján. Horgas, igen szép orra, a legszebb metszetű ajak, a legszelidebb domborodás nélkül lefolyó áll, hosszan elvonuló szemölde, nem épen sima, de tisztabőrű arcza, csontos, magas homloka, a legjátékosb kék szem, a leglelkesb kép festette nekem a múzsák és grátiák kedveltjét. Beszéde kevés. Szinetlen szerénység, figyelem mások iránt és annyi nyájasság, hogy első pillantással mindent elbájolt.»
Egerben kezdődtek szenvedései. Voltak, akik a tüzes, vigyázatlan költőt félreértették, és a gyakori feddés ingerelte makacsságát. Ekkor egyik szentbeszédén, melyet 1791. július 2-án a szerviták német templomában mondott, a vakbuzgó P. Saitz Leo megbotránkozott, és őt hibás tudományáért feladta. Felettesei eretnekséggel vádolták a vallási türelmet hirdető költőt, és tanításának visszavonását kívánták; ő kilépéssel felelt. Az árva fiút egy ideig barátja, Vitéz Imre tartotta házánál Szikszón; innen előbb kilépett, és akkor már lőcsei tanár Bodnár Antal hívta magához, és szállással, élelmezéssel látta el. Itt ő Bodnár házigazdájának, Reich János árvapénztári felügyelőnek, fiatal szép leányával, Zsuzsannával viszonyt szővén, a nemes barát, aki a közelítő veszélyt látta, kitagadta őt házából, de nem hűségéből. Ekkor Dayka a lőcsei magyar nyelvi tanszékre pályázott, azt 1792. január 7-én elnyerte, és március 11-én elfoglalta hivatalát. A becsület kötelességévé tette a házasságot, és augusztus 12-én meg is ülték a lakodalmat, de házassága nem hozott neki boldogságot.
1793. október 29-én az első grammatikai osztály rendes tanárságára mozdították elő, 1795. október 30-án pedig a retorikára az ungvári gimnáziumban. Oda már végképp megromlott egészséggel érkezett, és december 21-én foglalta el tanszékét. Egészsége helyreállítása végett 1796. július 26-án Kassára ment, ahol Viczaytól várt gyógyulást, de hasztalan. A tüdőbaj 1796. október 20-án elragadta.
Csokonai Vitéz Mihály által is sokra tartott költő volt. A felvilágosodás eszméitől áthatott, szentimentális verseket alkotott. Ezekben felfedezhető az egyén és a társadalom konfliktusából eredő érzelmi feszültség, a konvenciók között vergődő költő lázadása is. Mestere volt a természet festésének, a külső természet és a belső világ összehangolásának. Mivel lírája témákban és hangulatokban szegény, nem vált a magyar irodalmi hagyomány igazán élő s ható egészévé.

## Emlékezete

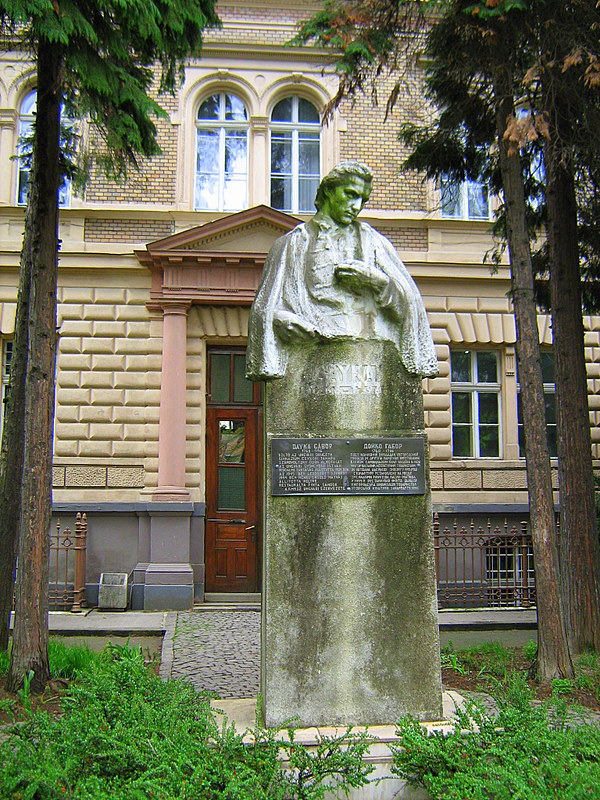
Dayka Gábor szobra Ungváron

Dayka halálára Fekete Imre, az ungvári gimnázium igazgatója, hosszabb latin verset irt, mely a Magyar Kurirban (1796. II. 98. sz.) jelent meg névtelenül; szintén elégiát irt ez alkalommal Patonyi Tádé, lőcsei tanár. Dayka műveit barátja és tisztelője, Kazinczy gyűjtötte össze és rendezte sajtó alá; verseskötete 1813-ban jelent meg. Versei első kiadásában arcképét Kazinczy rajzolta, és Gerstner metszette rézbe.
1870-ben Zsoltsák János tanár az ungvári főgimnáziumban létesítette az önképző Dayka-kört, mely évenként emlékbeszéddel, széptani fejtegetésekkel és szavalatokkal ülte meg a költő emlékezetét.
Szamovolszky Ödön faragta Dayka Gábor szobrát. 1909-től 1944. októberéig az Ungvári Magyar Tannyelvű Drugeth Gimnázium előtt állott. Kalandos évtizedek után 1994. április 16-án újra felállították.
Születésének 200. évfordulója alkalmából 1969. október 17-én emléktáblát helyeztek el a Földes Ferenc Gimnázium falán, amely a költő egykori iskolájának jogutódja.

## Művei
- II. Leopold koronázására. (Lőcse, 1790. Bárdosy János latin versének fordítása.)
- Versek tek. nemes nemzetes lomnicai Horváth Kissevits Mária asszonynak… Bárdosy János úrnak a lőcsei gymnasium directorának néhai kedves élete párjának… halálára. Irta… Kis-asszony havának 2-án 1792 (Lőcse)
- Versek felséges I. Ferencz magyar királynak koronáztatására (Lőcse, 1792)
- Ujhelyi Dayka Gábor versei öszveszedte s kiadta barátja Kazinczy Ferencz. Pest, 1813
- D. versei (2. kiadás, sajtó alá rendezte Toldy Ferenc, Buda, 1833, melyben rövidebb életrajz és a latin versek helyett a két kiadatlan: Heloiz Abelárdhoz és Abelárd Heloizhez franciából vannak fordítva)
- D. G. költeményei (3. kiadás, Budapest, 1879)
- D. G. költeményei (4. kiadás, kiadta Abafi Lajos, 1880)
- Dayka Gábor versei; összeáll., szerk., utószó Kovács Ferencné Ónodi Irén; Felsőmagyarország, Miskolc, 1993
- Dayka Gábor összes költeménye, 1769-1796; Fapadoskonyv.hu, Bp., 2009
- D. G. Összegyűjtött Munkái. In: Régi Magyar Költők Tára XVIII. század. Sajtó alá rendezte Balogh Piroska, Bódi Katalin, Szép Beáta, Tasi Réka. Universitas Kiadó, Budapest, 2009

Kéziratban maradt bő Magyar Grammatikája, valami az izlés históriájából Batteux után; Életirások németből; Ekklézsiai történetek töredékesen; három latin dolgozat: De religione, De animarum immortalitate, De phantasia, hihetőleg feladott munkák; Az európai s ázsiai hunnok dolgaik Bárdosy után és nehány német vers.